# Visita medica di controllo domiciliare
La visita medica di controllo domiciliare, anche detta visita fiscale, in medicina (specificatamente la medicina legale) e nel diritto del lavoro italiano, è un accertamento predisposto dal datore di lavoro, dall'INPS o dall'A.S.L. per verificare l'effettivo stato di malattia del dipendente assente per malattia. Non sostituisce in alcun modo la possibilità di visita medica di controllo ambulatoriale che viene effettuata in caso di assenza alla visita domiciliare o che può essere richiesta, anche al di fuori dei casi di esenzione, direttamente a discrezione dagli uffici Medico legali INPS. La VMCD può avvenire più volte durante lo stesso periodo di malattia, indipendentemente dalla durata o dalle festività, a meno di esenzioni.
La principale normativa di riferimento è lo Statuto dei lavoratori, cui si affiancano i diversi contratti collettivi di lavoro, ed ulteriori disposizioni normative, ove presenti ed applicabili.

## Disciplina generale
Per i dipendenti pubblici la visita fiscale viene richiesta dall'ente di appartenenza all'INPS.
Per i lavoratori privati, l'INPS generalmente esegue dei controlli a campione, inviando le visite fiscali tra i vari soggetti, oppure richiesti direttamente dal medico istituzionale di sede che, esaminato il caso, richiede la visita domiciliare. Anche il datore di lavoro privato può richiedere una visita fiscale attraverso l'INPS (come nel pubblico impiego), ma in questo caso la visita ha un costo per la ditta richiedente.
Il lavoratore è tenuto alla reperibilità, presso il luogo indicato nel certificato da parte del medico certificatore dichiarato dall'assicurato; l'obbligo della correttezza della dichiarazione di reperibilità è a carico dell'assicurato. Qualsiasi medico è tenuto a redigere il certificato di malattia, sia medico di medicina generale, medico ospedaliero, medico di continuità assistenziale (nei feriali se e solo se un lavoratore è turnista notturno per il solo turno di notte, negli altri casi per massimo 72 ore solo se ricadono totalmente nell'assenza del proprio curante), libero professionista (per un massimo di 10 giorni compresi in un non più due di volte l'anno). L'odontoiatra può certificare nei limiti delle proprie competenze stabilite dalla legge.
Tutti i certificati di malattia dei dipendenti da privato sono validati da un medico INPS che ha il comando istituzionale di poter esentare dalla visita medica domiciliare o far sottoporre gli assicurati a visita diretta ambulatoriale soprattutto se vi è una evidente sproporzione tra diagnosi medico legale e prognosi o se la  certificazione resa dal medico certificante non fosse valida (e.g. "intervento chirurgico", "malessere"). In ogni visita l'assicurato è tenuto produrre certificazione recente ed aggiornata comprovante lo stato di malattia. Il medico Inps può inviare un modulo per una eventuale azione surroga, che deve essere compilato correttamente in tutte le sue parti, come in una malattia causata da responsabilità di terzi od in un sospetto infortunio sul lavoro.
Qualora vi siano i presupposti per ritenere che la malattia sia terminata e che si possa riprendere l'attività lavorativa, il medico deve rilasciare un nuovo certificato che annulla quello precedente di malattia (a partire dalla data di emissione), da inviare all'INPS, e da presentare al datore di lavoro al rientro.

## Fasce orarie di reperibilità
Durante la malattia, sussiste, in capo al lavoratore assente, l'obbligo di garantire la reperibilità alla visita medica di controllo. Tale obbligo sussiste anche nei giorni non lavorativi e festivi.

### Dipendenti privati
Per i dipendenti privati le visite fiscali si effettuano sette giorni su sette, con le seguenti fasce di reperibilità:
- dalle ore 10:00 alle ore 12:00
- dalle ore 17:00 alle ore 19:00

### Dipendenti pubblici
Per i dipendenti della pubblica amministrazione italiana, la legge 6 agosto 2008, n. 133 aveva esteso l'orario di reperibilità delle visite fiscali a sette giorni su sette dalle ore 8 alle 20 con un'unica interruzione dalle ore 13 alle 14.
Successivamente il decreto legge 1º luglio 2010 n. 78 ha abrogato il secondo periodo dell'art. 71 comma 3 della legge 133/2008 il quale stabiliva le fasce orarie di reperibilità per i dipendenti in malattia delle PP.AA., ai fini del controllo da parte del medico fiscale. Si tornò quindi, anche per dipendenti pubblici alle storiche fasce orarie di reperibilità, durante il periodo di malattia, ovvero dalle ore 10:00 alle 12:00 e dalle ore 17:00 alle 19:00.
Il decreto del Ministro per la pubblica amministrazione e l'innovazione 18 dicembre 2009 n. 206, modificò nuovamente le fasce orarie di reperibilità per i pubblici dipendenti in caso di assenza per malattia a causa dell'impennata dei giorni di malattia.
Il decreto legge 6 luglio 2011, n. 98 - convertito in legge 15 luglio 2011, n. 111 - ha stabilito che, a decorrere dal 1º gennaio 2015, le nuove fasce di reperibilità siano le seguenti:
- dalle ore 09:00 alle ore 13:00
- dalle ore 15:00 alle ore 18:00

Il decreto ha affermato inoltre che l'obbligo di reperibilità sussiste anche nei giorni non lavorativi e festivi. La legge 15 luglio 2011 n. 111 ha stabilito che la verifica può essere fatta già dal primo giorno di malattia. Il Dipartimento della funzione pubblica della Presidenza del Consiglio dei ministri, con parere del 21 novembre 2011, ha chiarito che l'obbligo previsto dalla legge del 2011 sussiste se l'assenza si verifica nelle giornate precedenti o successive a quelle non lavorative.

### Casi di esenzione
L'art. 2, del D.P.C.M. n. 206/2009, prevede l'esclusione dall'obbligo del rispetto di tali fasce orarie di reperibilità per i dipendenti pubblici qualora l'assenza del dipendente sia riconducibile a una delle seguenti circostanze:
1. patologie gravi che richiedono terapie salvavita;
2. infortuni sul lavoro;
3. malattie per le quali è stata riconosciuta la causa di servizio;
4. stati patologici sottesi o connessi alla situazione di invalidità riconosciuta se questa è pari o superiore al 67%.

L'essere a visita dal proprio medico curante, o a visite specialistiche mediche private come cure odontoiatriche e per situazioni che non rivestano i caratteri dell'urgenza o dell'indifferibilità, tranne se debitamente certificata con diagnosi in chiaro a solo uso medico che ne espliciti le predette caratteristiche, non è oggetto di giustificazione medica e per questo sanzionabile. Le visite programmate presso strutture mediche pubbliche o private convenzionate per controlli indispensabili (visite chirurgiche post intervento, visite oncologiche) se calendarizzate e comunicate ai rispettivi enti che possono chiedere il controllo possono essere fattore di giustifica.

## Malattia e ferie
La Costituzione italiana afferma il diritto a ferie annuali retribuite e ai mezzi adeguati alle loro esigenze di vita in caso di malattia (artt. 36 e 38), diritti sono ripresi dagli artt. 2109 e 2110 del codice civile italiano. La malattia non può essere conteggiata nel periodo di ferie in quanto ne impedisce il godimento e pregiudica la funzione di riposo e recupero delle energie psicofisiche. Se il lavoratore presenta regolare certificato medico, il periodo di ferie è sospeso per tutta la durata della malattia, e avrà diritto a godere di altrettanti giorni di ferie in un periodo successivo (in proposito a nulla rileva che il lavoratore si trovi nello stesso luogo dove si è recato per le ferie).
In tali casi, però, il datore di lavoro ha il diritto di richiedere una visita fiscale per valutare se tale malattia impedisca realmente il godimento delle ferie e se il medico fiscale ritiene che non sia così la malattia viene interrotta ed il dipendente rimane in ferie. Anche in questo caso il dipendente che non accetta il parere del medico fiscale deve essere visitato dal primario medico legale dell'INPS o dell'A.S.L. per il giudizio definitivo. Al termine del periodo di malattia, il lavoratore non perde il diritto a continuare le ferie richieste in precedenza fino alla data concordata col datore, ed è tenuto a presentarsi nella sede di lavoro al termine delle ferie o della malattia se successivo. I giorni di malattia devono essere conteggiati ai fini della maturazione delle ferie (Cassazione Sezioni Unite, decisione n° 14020 del 12 novembre 2001).

## I certificati medici e i diritti del lavoratore
A partire da settembre 2010, i medici sono tenuti a rilasciare il certificato di malattia in modalità elettronica. I medici devono effettuare le operazioni di predisposizione e invio telematico dei certificati di malattia all'INPS (sia per i lavoratori del settore pubblico che per i lavoratori del settore privato) attraverso il Sistema di Accoglienza Centrale (SAC) curato dal Ministero dell'Economia e delle Finanze; l'INPS dovrà poi notificare l'assenza per malattia all'indirizzo di posta elettronica certificata del datore di lavoro. La gestione informatizzata elimina per l'INPS si l'onere del personale addetto al data entry nel sistema informativo interno dei certificati cartacei ricevuti, e alle notifiche, sempre cartacee, ai datori; per l'INAIL (e per i datori) diventano possibili le visite fiscali dal primo giorno di malattia, perché la ricezione del certificato è istantanea.
Con sentenza n. 15226/2016, la Cassazione ha stabilito che è dovere del lavoratore assente accertarsi che la procedura informatica vada a buon fine e che il certificato sia effettivamente trasmesso dal medico abilitato all'INPS, facendosi fornire dal medico il numero di protocollo del certificato ovvero leggendo la notifica di avvenuto invio che si può ricevere alla propria e-mail privata (gratuitamente e nel momento dell'invio all'INPS).
È bene precisare che il datore di lavoro ha il diritto di richiedere la visita fiscale fin dal primo giorno di assenza anche se ancora non esiste il certificato di malattia. Il certificato medico per il datore è sostituito da un tabulato di sintesi contenente, per ogni certificato medico, gli identificativi del lavoratore (generalità e matricola INPS), data di inizio e fine del periodo di malattia, indirizzo di reperibilità, identificativo del medico che rilascia la certificazione. Il datore può ricevere il prospetto a mezzo fax, ovvero attivando una casella di PEC, nella quale sono disponibili delle impostazioni personalizzate, per ottenere la ricezione dei certificati con una periodicità superiore a quella minima (giornaliera), con una funzione di tipo calendario, che permette di escludere determinate date, anche in relazione a una certa percentuale delle matricole INPS afferenti allo stesso datore, ad esempio per monitorare i dipendenti più assenteisti. Può anche delegare un intermediario come un consulente del lavoro.
La legge 4 novembre 2010, n. 183 ha disposto che il certificato di malattia cartaceo è sostituito anche nel settore privato dal certificato elettronico. Il medico certificatore compila il certificato di malattia in una sezione nel sito dell'INPS, che invia in automatico una copia alla casella di posta elettronica certificata (PEC) del datore di lavoro presso il sito Italia.gov (ogni persona giuridica è obbligata ad averne una). Quindi, non appena è rilasciato il certificato di malattia (entro al massimo un giorno), l'informazione è visibile a tutti i soggetti che possono richiedere o effettuare la visita fiscale (INPS, INAIL, ASL (Azienda Sanitaria Locale), datore di lavoro). I contratti nazionali obbligano il lavoratore in malattia ad avvisare tempestivamente il datore e a fornire un indirizzo dove è reperibile, che può differire da quello di residenza. Il lavoratore è tenuto a fare tutto il possibile per farsi trovare dal medico fiscale negli orari di reperibilità imposti dalla legge.
Il lavoratore può rifiutare l'ingresso ai medici che si presentano fuori dell'orario di reperibilità. Tale rifiuto non costituisce per il datore di lavoro titolo per valutare un'assenza ingiustificata dal luogo di lavoro, né per l'INPS di non pagare al lavoratore l'indennità di malattia: è del tutto equivalente all'assenza di visite fiscali. Sull'argomento però non tutti sono dello stesso avviso in quanto, a meno che il medico fiscale non si presenti a mezzanotte, alcuni ritengono che se il lavoratore è in casa e non ha nulla da nascondere, non c'è motivo per rifiutare la visita fiscale. Se invece il lavoratore non è in casa, ovviamente, non va incontro ad alcuna sanzione. Una volta ricevuta la visita fiscale che conferma la prognosi il lavoratore non è più soggetto alle fasce di reperibilità in quanto "già controllato". 

Ulteriori richieste di visite da parte dei datori di lavoro configurano il reato di vessazione. Secondo la sentenza della Corte di Cassazione n° 1942/90 del 2008, è risarcibile il danno causato al lavoratore dalla richiesta da parte del datore di lavoro di continue visite domiciliari, che ignorano l'esito di precedenti controlli che confermano la persistenza della malattia, configurando un intento persecutorio suscettibile di causare addirittura un aggravamento della malattia del dipendente. Secondo i magistrati superiori, «la limitazione alla libertà di locomozione imposta dal regime delle cosiddette fasce orarie di reperibilità» assume carattere eccezionale. E quindi, una volta accertato lo stato di salute (e cioè la malattia del lavoratore), la persistenza dell'obbligo si tradurrebbe in una imposizione di un riposo orario forzato quotidiano, che potrebbe addirittura non essere compatibile o comunque non avrebbe ragione riguardo a determinate forme patologiche la cui terapia potrebbe richiedere, per esempio, l'allontanamento dal luogo abituale di residenza per località più consone alle condizioni patologiche del soggetto.
La limitazione potrebbe incidere cioè sui criteri e i metodi di cura della malattia i tempi e i luoghi di essa. La Corte ha sottolineato, inoltre, che il legislatore ha inteso rendere meno gravose le limitazioni delle fasce orarie di reperibilità, disponendo che il servizio di controllo dello stato di malattia e gli accertamenti preliminari al controllo stesso siano fatte nel più breve tempo possibile, nello stesso giorno, anche se domenicale o festivo. Secondo la Suprema Corte, dunque, è evidente che il legislatore non ha voluto tutelare soltanto l'interesse del datore di lavoro al pronto accertamento della malattia, ma ha tenuto conto che non sempre uno stato morboso, che pur non rende idoneo il prestatore d'opera a determinati lavori, comporta necessariamente, per tutto il corso della malattia che egli rimanga nel suo domicilio o non svolga altre attività. Pertanto «accertato da competenti organi tecnici lo stato di malattia e formulato un giudizio prognostico», si legge nel provvedimento, «il legislatore non poteva strutturare un meccanismo restrittivo estendendolo ad ipotesi successive assolutamente eventuali fondate sul sospetto di un errore diagnostico valutativo da parte del medico che abbia effettuato il controllo o di un comportamento simulatorio o fraudolento del lavoratore». Insomma, vada per gli arresti domiciliari ma solo fino a quando non arriva il medico fiscale. Dopo di che scatta la libertà vigilata. Vigilata nel senso che se l'ammalato non si cura, e ciò comporta un prolungamento della prognosi, può essere ipotizzabile addirittura una responsabilità per danno erariale, con tanto di condanna da parte della Corte dei Conti del Trentino-Alto Adige. Se il medico dell'ASL non trova il lavoratore nel domicilio indicato durante l'orario di reperibilità, resta a carico del lavoratore un'assenza ingiustificata a meno che non abbia giusto motivo. Resta al lavoratore l'onere della prova, che può esentarlo da un'assenza ingiustificata, per le motivazioni tipizzate nei contratti nazionali: cause di forza maggiore, visite specialistiche o terapie legate alla malattia in corso; infatti la sentenza della Corte Costituzionale n. 78 del 26 gennaio 1988: prevede la possibilità del lavoratore di addurre un motivo serio ed apprezzabile della sua irreperibilità alla visita fiscale). Se il lavoratore non si presenta il giorno successivo, scatta di nuovo un'assenza ingiustificata.
Se a seguito della visita il medico dell'AUSL considera il periodo di malattia ingiustificato e il lavoratore idoneo a riprendere l'attività lavorativa, questi può ridurre i giorni di malattia o ordinare la ripresa dell'attività. Se il lavoratore non è d'accordo deve riferirlo al medico fiscale seduta stante e sarà inviato a visita presso il Primario Medico Legale dell'A.S.L. o dell'INPS per il giudizio definitivo. Contro tale giudizio definitivo può ricorrere solo per via legale in tribunale. Tuttavia, se il certificato è stato rilasciato al lavoratore in un ospedale o da uno specialista, e corredato da relativa documentazione clinica, questo ha un valore che può essere fatto valere in sede di contenzioso e sarà il giudice a decidere quale certificato sia più attendibile. L'interessato può citare il medico fiscale e l'istituto di appartenenza (INAIL o AUSL) per i danni derivanti dall'ordine di riprendere l'attività durante un periodo di reale malattia.
La visita fiscale non è limitata a un controllo della presenza del lavoratore in malattia nel domicilio, ma a una verifica di merito. All'ordine di ripresentarsi al lavoro, se lo ritiene indebito e di essere effettivamente malato, il lavoratore non può opporre un nuovo certificato medico che dà inizio a un altro periodo di malattia, con la stessa diagnosi, in quanto considerato nullo dopo il giudizio del Primario Medico Legale. Ad un'assenza ingiustificata segue la trattenuta di un giorno di retribuzione in busta paga e il rifiuto dell'INPS di corrispondere al datore l'indennità di malattia. 

Solitamente, alla prima assenza ingiustificata c'è la trattenuta di un giorno o fino a dieci giorni di malattia. Nel caso di assenza ingiustificata per un numero di giorni anche non consecutivi superiori a tre nell'arco di un biennio o comunque per più di sette giorni nel corso degli ultimi 10 anni è previsto il licenziamento con preavviso (giustificato motivo soggettivo). Dal 15 settembre 2011, il datore non può richiedere l'invio/consegna di copia dei certificati di malattia. Al lavoratore può essere chiesto di comunicare il numero di certificato entro il secondo giorno di assenza. Tramite il sito dell'INPS può stampare copia dei propri attestati di malattia per il datore.

## Indennità di malattia nei giorni festivi
La previdenza sociale corrisponde ai datori l'indennità di malattia anche nei giorni che risultino festività nazionali comandate ovvero nei giorni di sabato e domenica che presumibilmente non sono di attività lavorativa. L'indennità di malattia nasce come un indennizzo al datore, sostitutivo per i giorni di prestazione lavorativa persi a causa dell'assenza del dipendente malato, come una sorta di risarcimento danni, il quale tuttavia non sussiste quando il periodo di malattia si estende a giorni in cui la prestazione lavorativa non avrebbe avuto luogo, indipendentemente dallo stato di salute del lavoratore. Il datore trae un guadagno indebito dalla previdenza sociale quando l'indennità di malattia è destinata a copertura di giornate non lavorative. La definizione di giorno lavorativo è ormai a geometria variabile a seconda del contratto nazionale applicabile e della singola unità produttiva, difficilmente identificabile e causa di potenziale contenzioso, se non è a priori determinato per il singolo datore di lavoro.
Non sono lavorativi i giorni di festività nazionale comandati ad eccezione delle categorie (come ospedali, forze di polizia, forze armate, ecc) chiamate per legge ad assicurare una continuità operativa; il sabato e la domenica per i datori che non applicano nessun contratto nazionale, specifici periodi in base al contratto nazionale applicato dal datore, in modo tale da avere un calendario dei giorni lavorativi retribuibili con l'indennità di malattia il più possibile sovrapponibile al reale funzionamento e svolgimento della prestazione di lavoro (es. che considera il sabato lavorativo per attività della grande distribuzione, o commerciali in luoghi turistici), restando salva la possibilità di modificare il calendario dei giorni lavorativi ai fini del computo delle indennità di malattia una volta ogni anno, con rinnovo automatico da un anno all'altro se non sono effettuate variazioni, allo scopo di non introdurre ulteriori adempimenti burocratici per le imprese.

## Diritto a permessi per visite, esami e terapie
Con sentenza del TAR n. 5714 del 17 aprile 2015. che annulla la circolare 2/14 del Ministero della funzione pubblica, viene ribadito il diritto alla salute che si concretizza per i lavoratori in permessi retribuiti per visite mediche, terapie, prestazioni specialistiche ed esami diagnostici, presso strutture pubbliche o private, quando tali visite non siano immediatamente riconducibili a malattia. La legge contestata obbligava i lavoratori a giustificare questa assenza con onere a loro carico, tramite permessi per motivi personali o di famiglia, permessi brevi o ferie.